# Михайло Ристич (офицер)
Михайло Ристич, известен като Уча и Джервинац (на сръбски: Михаило Ристић, Уча, Џервинац или Mihailo Ristić, Uča ili Džervinac), е сръбски офицер, участник в Майския преврат в 1903 година, войвода на сръбската въоръжена пропаганда в Македония.

## Биография
Роден е в 1854 година в град Свърлиг, Тимошко. Работи като учител, откъдето идва прякорът му Уча. Като офицер от запаса в 1885 година частва в Сръбско-българската война. В 1892 година постъпва на активна служба в армията. Участва в заговора за убийство на крал Александър Обренович. По време на майския преврат на 29 май (11 юни) 1903 г. Ристич извършва убийството на кралската двойка.
Като действащ капитан участва в сръбската четническа акция и от пролетта на 1906 година е шеф на Горския щаб на Източното Повардарие и като такъв до зимата на 1907 година командва четите от Прешевско, Кумановско, Кратовско и Кравопаланечко. Като шеф не постига големи успехи и не е обичан сред четниците заради приятелството си с Любомир Вулович, член на Изпълнителния комитет на Сръбска отбрана във Враня. Вулович и Джервинац по-късно са оттеглени за финансови злоупотреби и ликвидиране на непокорни четници.
Ристич взима участие в Балканските войни (1912 – 1913), но с редовната войска, а не в четническите отряди. Като подполковник участва в Първата световна война. В 1916 г. е ранен, заточен и умира в Бизерта, Тунис, като политически неблагонадежден.